# Allein gegen die Angst
Allein gegen die Angst ist ein deutscher Fernsehfilm aus dem Jahr 2006 von Martin Eigler mit Anja Kling und Harald Schrott in den Hauptrollen. Nebendarsteller sind unter anderen Jan-Gregor Kremp, Christoph Bach und Gode Benedix. Der Thriller wurde erstmals am 27. März 2006 im ZDF ausgestrahlt.

## Handlung
Jochen ist ein ganz normaler Familienvater – verheiratet, Vater einer Tochter und in den Augen seiner Frau Marlene ein verlässlicher Ehemann. Doch er führt ein Doppelleben. Ein unauffälliger Seitensprung und schmutzige Machenschaften seiner Firma, von denen er weiß und die er schließlich der Polizei meldet – all das glaubt Jochen gut zu verbergen. Doch er irrt. Eines Morgens wird die vermeintliche Normalität ihres Lebens brutal zerstört. Die Mafia hat herausgefunden, dass Jochen die Polizei informiert hat, und die Bedrohung ist so ernst, dass die Polizei keinen anderen Ausweg sieht: Jochen, Marlene und ihre Tochter Franziska werden in das Zeugenschutzprogramm aufgenommen.
Plötzlich finden sich die drei in einem verlassenen Ferienort wieder, abgeschnitten von Freunden, Familie und allem, was sie kennen. Was zunächst wie eine neue Chance wirken könnte, entwickelt sich bald zu einem Albtraum. Die Fassade ihrer harmonischen Ehe beginnt zu bröckeln, lang verborgene Konflikte treten ans Licht, und die Familie wird von inneren Spannungen auseinandergerissen. Die Risse, die sich auftun, wirken unüberbrückbar, während die Bedrohung von außen immer näher rückt. Am Ende scheint ungewiss, ob Jochen, Marlene und Franziska gemeinsam einen Ausweg finden können – oder ob ihre Welt für immer zerstört ist.

## Kritiken
Rainer Tittelbach von tittelbach.tv notiert: „Eine Familie im Zeugenschutz. Von einer auf die andere Minute werden drei Menschen aus ihrem Leben gerissen, ohne zu wissen, ob sie je wieder ein ‚normales‘ Leben führen werden können. Meisterlich wie Eigler die Genres Krimi, Thriller und Drama ineinander verwebt. Vorbildlich auch die Ökonomie der Mittel: klar, konzentriert, kein Wort zu viel. Die Schauspieler – ohnehin eine Klasse für sich – passen sich dieser Stimmungslage perfekt an, ohne dabei im tristen, typisch deutschen Befindlichkeitskrimidrama zu versinken.“